# Uvularia floridana
Uvularia floridana là một loài thực vật có hoa trong họ Măng tây. Loài này được Chapm. miêu tả khoa học đầu tiên năm 1860.